# Комбинат КМАруда
«Комбинат КМАруда» (ранее — «КМАстрой») — российское предприятие по добыче железорудного сырья подземным способом. Расположено в городе Губкин Белгородской области. Занимается освоением Курской магнитной аномалии (КМА). Комбинат КМАруда входит в состав Промышленно-металлургического холдинга.

## История
В 1783 году академик П. Б. Иноходцев сделал сообщение на общем собрании Петербургской академии наук о загадочном явлении аномалии поля земного магнетизма в районе Белгорода, где он обнаружил необычное поведение магнитной стрелки.
14 июня 1920 года Президиум Высшего совета народного хозяйства создал особую комиссию по изучению и исследованию КМА при Горном совете ВСНХ (КМА). Председателем комиссии назначен академик И. М. Губкин.
7 апреля 1923 года из скважины № 1, пробурённой в районе города Щигры, получены первые образцы руды.
30 сентября 1931 года заложена первая разведочно-эксплуатационная шахта, которой позже присвоено имя академика И. М. Губкина.
27 апреля 1933 года бригада А. Г. Малыгина при проходке ствола № 1 на глубине 95 м отбила первые куски богатой железной руды.
В 1935 году на базе «Шахтстроя», начавшего в 1931 году сооружение первой шахты КМА, организован «КМАстрой».
В 1941 году в связи с наступлением немецких войск шахта была затоплена, а оборудование эвакуировано на Урал.
В 1951 году на южном участке Коробковского месторождения началось строительство Южно-Коробковского рудника проектной мощностью 2,2 миллиона тонн руды в год, ставшего частью восстановленной шахты имени Губкина в комплексе с обогатительной фабрикой № 2.
17 июля 1952 года на построенной обогатительной фабрике получен первый в России концентрат из железистых кварцитов. Спустя месяц, 12 августа, на его основе произведена первая в СССР тонна офлюсованного агломерата, ценнейшего металлургического сырья.
29 мая 1953 года на базе «КМАстроя» образован комбинат «КМАруда».
3 января 1992 года приказом по комбинату остановлено производство агломерата. Объединены дробильно-обогатительные фабрики № 1 и № 2.
В 2002 году начаты горнопроходческие работы по вскрытию запасов Стретенской залежи.
В 2006 году комбинат КМАруда вошёл в состав Промышленно-металлургического холдинга. Продукция стала использоваться предприятием Тулачермет.
В 2009 году завершено строительство закладочного комплекса для складирования хвостов обогащения в отработанных камерах шахты и закладочного комплекса для их утилизации в выработанных пустотах шахты. Благодаря этому исчезла необходимость в сбросах технической воды в реку Осколец.
В 2011 году началось строительство новой шахты для вскрытия нижележащих горизонтов −160 и −250 метров с целью увеличения объёмов добычи железной руды до 7 млн тонн в год.
В январе 2020 года Следственный отдел по Губкину СКР по Белгородской области организовал проверку по факту гибели работника предприятия. Проведены проверки документации, правил охраны труда и допрошен персонал.

## Общая информация
В состав комбината КМАруда входят шахта имени Губкина, дробильно-обогатительная фабрика и вспомогательные подразделения (железнодорожный цех, энергоцех, ремонтно-механический цех и др.), обеспечивающие стабильное функционирование предприятия. Основной продукцией комбината КМАруда является железорудный концентрат с содержанием железа 66,0 %.
Шахта имени Губкина, на которой добываются кварциты, объединяет рудник имени Губкина и Южно-Коробковский рудник Коробковского железорудного месторождения. Шахтное поле вскрыто шестью стволами и системой горных выработок на горизонтах -71 и -125 метров.
На шахте имени Губкина применяется этажно-камерная система разработки с наклонным днищем. Камеры имеют прямоугольную форму (ширина камер 30 метров и длина 30-230 метров). В нижней части камер проходят от одного до десяти вибровыпускных ортов. Отбойка уступов производится зарядами веерных и вертикальных нисходящих скважин.. Извлечённая в шахте руда по рудовыдающим стволам № 2 и № 3 поступает на дробильно-обогатительную фабрику, где из неё производится концентрат.
Обогащение измельчённой руды ведётся в пять стадий методом мокрой магнитной сепарации с последовательным выводом нерудной части. На складе концентрат распределяется с помощью реверсивного катучего конвейера. Со склада концентрат грейферным краном грузится в железнодорожные полувагоны для отправки потребителям.

## Статистика
В 2017 году предприятие было добыто 5,1 млн тонн железистых кварцитов, а на дробильно-обогатительной фабрике было выпущено 2,25 млн тонн концентрата.
По итогам 2018 финансового года комбинат отчитался о годовом убытке в 1,5 миллиардов рублей. 

## Галерея

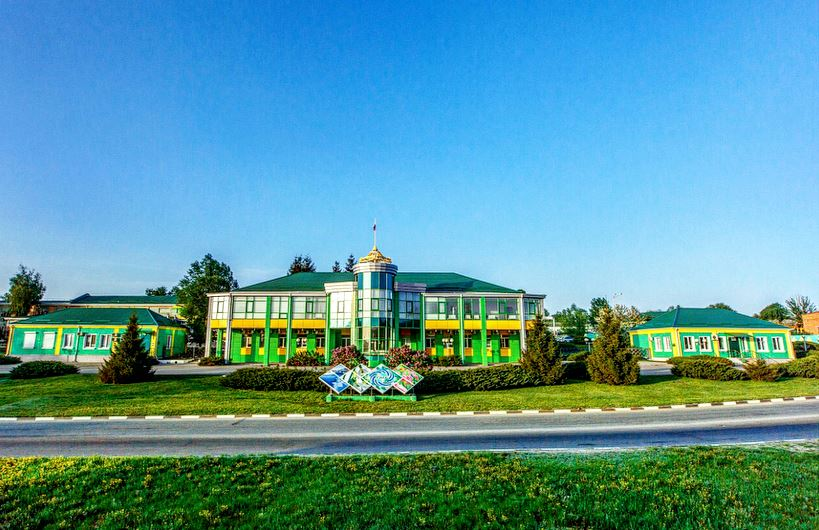
Административное здание Комбината КМАруда
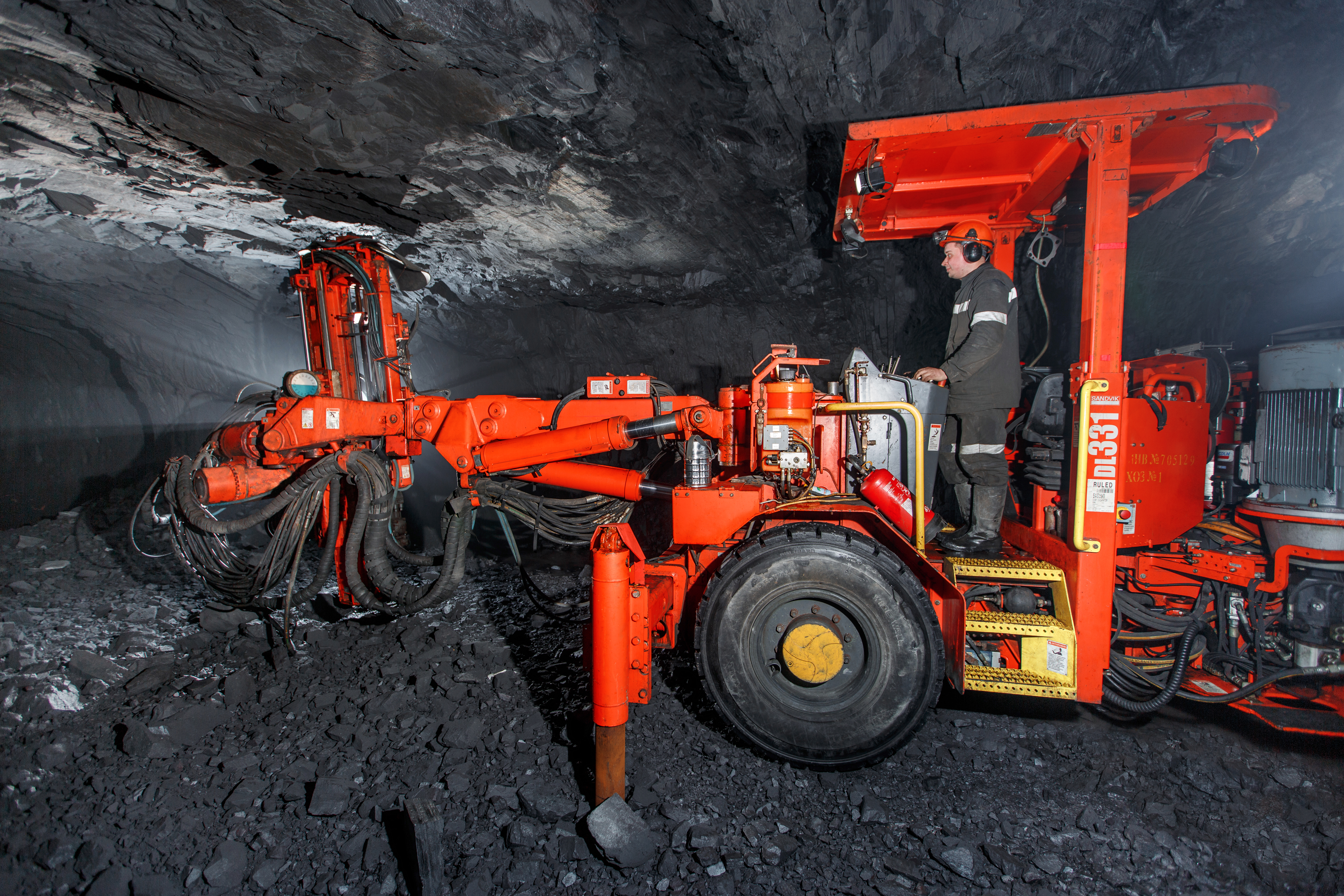
Буровая машина (шахта им. Губкина)
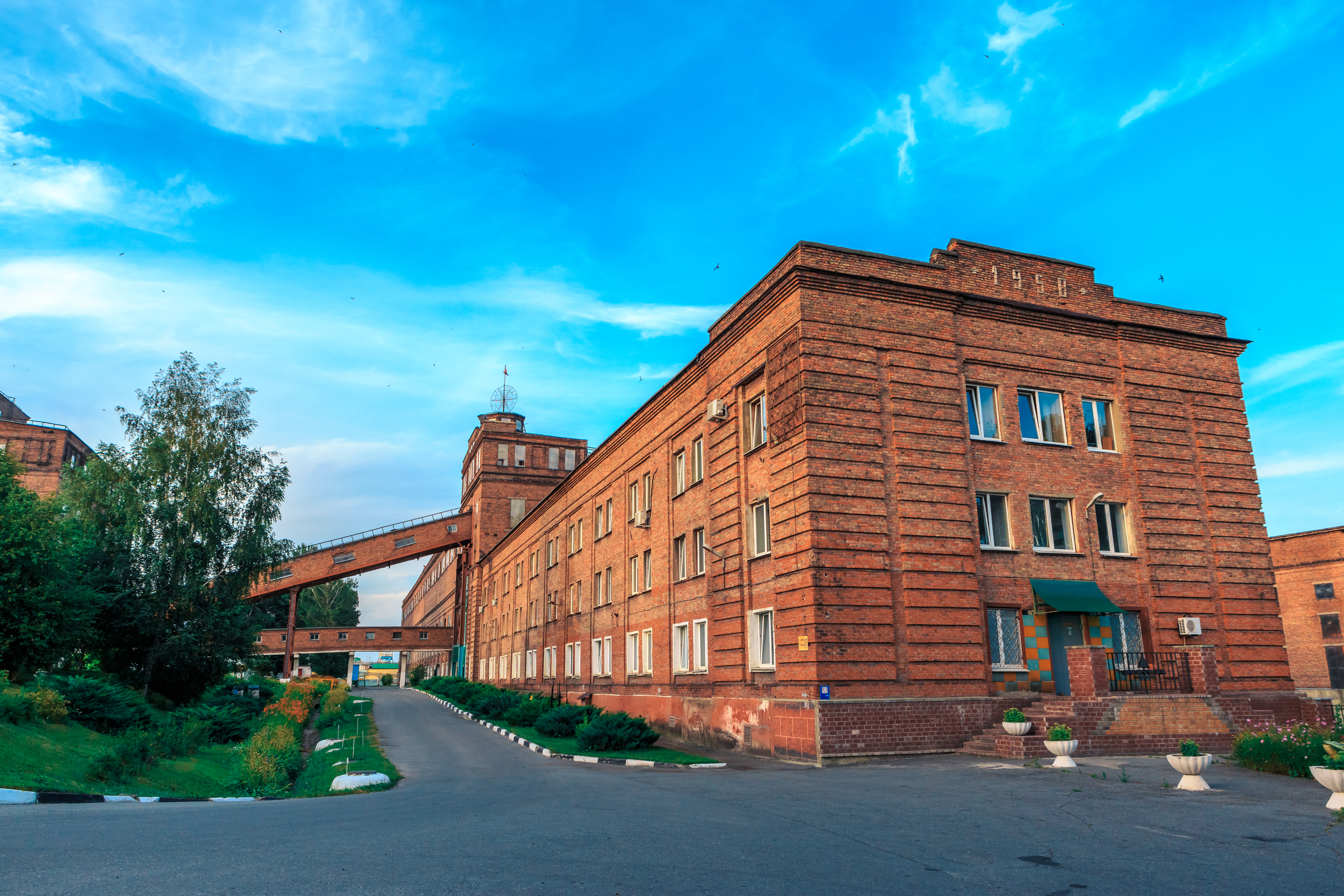
Дробильно-обогатительная фабрика

## Награды
- Премия Правительства Российской Федерации в области науки и техники за строительство закладочного комплекса[7].
- Региональная награда «Благотворитель года» I степени за активное участие в жизни города Губкин[8].